# Guilherme da Cunha
Guilherme da Cunha Andrade (Belo Horizonte, 13 de maio de 1983) é um advogado e político brasileiro. Atualmente é deputado estadual eleito pelo Partido Novo (NOVO) . Foi o primeiro vice-líder de governo na Assembleia Legislativa de MG. Foi destaque em 2021 como o deputado estadual mais econômico do Legislativo mineiro.
Nas eleições de 2018, foi candidato a deputado estadual e foi eleito com 24.792 votos.

## Biografia
Nascido em Belo Horizonte, Guilherme da Cunha é graduado em Direito pela Universidade Federal de Minas Gerais (UFMG) e pós-graduado em Direito Tributário pela Fundação Getúlio Vargas.
Em 2018 foi eleito deputado estadual pelo partido Novo em Minas Gerais com 24.792 votos e em 2019 assumiu para o mandato na 19ª legislatura da Assembleia de Minas Gerais. 
Assim que assumiu o cargo, foi escolhido pelo governador Romeu Zema como vice-líder de governo na Assembleia. Como parlamentar, foi relator da Reforma Administrativa na Comissão de Constituição e Justiça, da qual é membro efetivo e é idealizador e coordenador geral da Frente parlamentar pela Desburocratização. Em julho de 2019 teve seu primeiro projeto de lei aprovado. Foi destacado como o deputado estadual de Minas Gerais mais econômico durante a pandemia. 
Trabalhou em campanha para liberalização das regras do transporte privado de passageiros de Minas Gerais 

## Desburocratização
Com a proposta de ajudar no crescimento econômico do estado, Guilherme idealizou e atualmente coordena a Frente Parlamentar pela Desburocratização, uma iniciativa que conta com 41 deputados. A proposta da Frente é dialogar com entidades empresariais, sociedade civil, polos tecnológicos e governo, para, munido do entendimento do cenário de quem vive a burocracia no dia-a-dia, buscar soluções, eliminar barreiras, e com esforço, retomar o crescimento do estado. A Frente Parlamentar pela Desburocratização possui o portal Minas Sem Burocracia, onde os cidadãos mineiros podem submeter sugestões de simplificação de processos das entidades públicas do Estado de Minas Gerais.

## Liberta Minas
Em conjunto com o deputado federal Tiago Mitraud, criou o programa Liberta Minas, proporcionando um mandato próximo da sociedade, integrado na esfera estadual e federal, com o objetivo de gerar eficiência e agilidade. Um dos projetos do Liberta Minas é o Edital de Emendas Parlamentares, com a proposta de selecionar iniciativas mineiras para receberem recursos das emendas dos mandatos. Após pouco mais de um mês de divulgação, 357 municípios mineiros se cadastraram. No total, a primeira edição do Edital de Emendas recebeu 1.973 projetos, de cinco áreas diferentes: saúde, educação, geração de emprego e renda, segurança e saneamento básico.

Em 2020, os deputados fizeram a segunda edição do Edital de Emendas para a destinação dos recursos das emendas parlamentares dos mandatos em 2021. A participação e engajamento dos municípios foi ainda maior que na primeira edição. Se inscreveram 2014 projetos de 371 municípios de todas as 12 regiões de Minas Gerais com mais de R$ 1,2 bilhão em recursos solicitados.